# Lukeni lua Nimi
Lukeni lua Nimi (ook bekend als Ntinu Nimi a Lukeni; ca. 1380-1420) wordt traditioneel beschouwd als de stichter van de Lukeni-Kanda en de eerste koning van het Koninkrijk Kongo. In latere mondelinge overleveringen werd hij vaak aangeduid als Nimi a Lukeni, een naam die door sommige moderne historici, waaronder Jean Cuvelier, werd gepopulariseerd. Hij stond bekend om zijn verovering van het Koninkrijk Mwene.

## Levensloop
Lukeni lua Nimi, ook bekend als Ntinu Nimi a Lukeni, was de zoon van Nimi a Nzima, heerser van het Koninkrijk Mpemba Kasi, en Luqueni Luansanze, de dochter van de Mwene Mbata. Hun huwelijk werd gearrangeerd om een alliantie tussen Mpemba Kasi en Mbata te versterken, volgens verslagen die in de 17e eeuw werden opgetekend door Giovanni Cavazzi da Montecuccolo. Zijn geboortenaam, Lukeni lua Nsanze, suggereert dat hij minstens de vierde zoon was.
Tijdens het bewind van zijn vader was Lukeni lua Nimi verantwoordelijk voor het innen van tolgelden van reizigers in zijn domein. Een bekende overlevering vertelt hoe hij een zwangere vrouwelijke verwant doodde omdat zij weigerde tol te betalen. Dit werd niet bestraft, maar eerder gezien als een bewijs van zijn meedogenloosheid of zijn onpartijdigheid in de rechtshandhaving.
Oorspronkelijk afkomstig uit het Koninkrijk Vungu (of Bungu) in de Mayombe-regio, gelegen tussen het huidige Congo-Brazzaville en Congo-Kinshasa, wordt hij traditioneel beschouwd als de veroveraar van het gebied rond het huidige M'banza-Kongo. Hij verdreef de lokale heerser, Mwene Kabunga of Mwene Mpangala, droogde een meer op en vestigde daar zijn hoofdstad. Hij nam de titel Ntinu aan en stichtte het Koninkrijk Kongo, hoewel sommige bronnen deze prestatie aan zijn vader toeschrijven. Ook zou hij de Inkisi-vallei hebben veroverd, wat leidde tot de annexatie van het Koninkrijk Nsundi en het Koninkrijk Mpangu, waarna hij het land verdeelde onder zijn volgelingen en familieleden.
Lukeni lua Nimi stierf vermoedelijk op jonge leeftijd, aangezien zijn zoon, Nkuwu a Ntinu, nog geen volwassene was en hem niet kon opvolgen. In plaats daarvan ging de macht over op zijn neef, Nanga van Kongo. Op basis van de omstandigheden rond zijn dood en opvolging schatten historici zijn geboorte tussen 1367 en 1402, en zijn sterfjaar tussen 1402 en 1427.